# Kantri fest u Dofenu
Kantri fest u Dofenu (енгл. Dauphin's Countryfest) je najstariji kanadski festival muzike koji se tradicionalno održava tri decenije u ovom gradu u središnem delu kanadske prerije, žitnice Kanade.  Festival se održava na tri odvojene pozornice na kojim se pruža raznovrsna ponuda najboljih muzičara i pevača u lokalnoj, nacionalnoj i međunarodnoj zabavi.

## Mesto održavanja
Festival se održava u gradu Dofenu u i njegovoj okolini, smeštenom u srcu najspektakularnije i slikovite regije u pokrajini Manitoba poznate kao Parkland.  Ova topla i gostoljubiva zajednica, koju velikim delom čine doseljenici iz Ukrajije, okružena je bogatim, visoko kultivisanim poljoprivrednim zemljištem, kao i prirodnim lepotama koje pružaju  bezbroj mogućnosti posetiocima za rekreaciju na otvorenom prostoru u vreme održavanja festivala. 
Stecište festivalskih dešavanja je na severnoj strani Nacionalnog parka Rajding mauntin, oko 10 km južno od grada Dofena, na najljepšem  amfiteatru u prirodi u zapadnoj Kanadi.

## Učesnici
Na festivalu koji pruža prvoklasnu zabavu mnogim odanim fanovima kantri muzike širom Severne Amerike do sada su učestvovale brojne  superzvezde kao što su Alan Jackson, Zac Brown Band, Luke Bryan, Carrie Underwood, Tim McGraw, Toby Keith, Alabama, Faith Hill, Brad Paisley, Vince Gill i još mnogi drugi.

## Spoljašnje veze
- Dauphinov Countryfest 1990 - 2019 (језик: енглески)